# Oligoporus
Oligoporus ist eine Pilzgattung aus der Familie der Stielporlingsverwandten. Die Gattung wird unter anderen im deutschsprachigen Raum als „Saftporlinge“ bezeichnet. Einige Arten heißen aufgrund ihrer Nebenfruchtformen, die zu pulverigen Chlamydosporen zerfallen, auch „Mehlstaubporlinge“.
Die Typusart ist der Gelbe Saftporling (O. rennyi).

## Merkmale

### Makroskopische Merkmale
Oligoporus bildet einjährige, resupinate Fruchtkörper mit einem poroiden Hymenophor aus. Frisch sind sie weichfleischig und saftig (Name!), trocken hingegen weich korkig. Trama und Röhren sind sehr dünn und weiß, die Poren eckig, weiß bis cremefarben und beim Trocknen gelblich bis hellbraun. Der Rand ist filzig.

### Mikroskopische Merkmale
Die Hyphenstruktur ist monomitisch. Die Fruchtkörper bestehen aus farblosen, dünn- bis dickwandigen und schnallentragenden Hyphen. Bei der Zugabe von Kresylblau nehmen sie eine andere Farbe als die des Färbemittels an. Die Basidien sind 4-sporig und besitzen an der Basis jeweils eine Schnalle. Die dünnwandigen, glatten und farblosen Basidiosporen sind dickwandig, glatt, zylindrisch-gekrümmt bis elliptisch und lassen sich mit Jodlösung anfärben (amyloid). Zystiden oder Zystidiolen können vorkommen oder fehlen. Gelegentlich kommen Clamydosporen vor.

## Ökologie
Die Mehrzahl der Arten wächst an Nadelholz, einige an Laubholz. Sie verursachen im Holz eine Braunfäule, können also nur den Kohlenhydratanteil des Holzes wie z. B. Cellulose abbauen, nicht aber den Holzstoff Lignin.

## Arten
In Europa kommen folgende Arten vor bzw. sind dort zu erwarten:
| Saftporlinge (Oligoporus) in Europa |                          |                                           |
| \| Deutscher Name \| Wissenschaftlicher Name \| Autorenzitat \| \| ------------------------- \| ------------------------ \| ----------------------------------------- \| \| \| Oligoporus balsaminus \| (Niemelä & Y.C. Dai 2004) Niemelä 2005 \| \| \| Oligoporus davidae \| (M. Pieri & B. Rivoire 2006) Niemelä 2009 \| \| \| Oligoporus hydnoidea \| G. Gaarder & Ryvarden 2003 \| \| \| Oligoporus parvus \| Renvall 2005 \| \| Gelber Saftporling \| Oligoporus rennyi \| (Berkeley & Broome 1875) Donk 1971 \| \| \| Oligoporus romellii \| (M. Pieri & B. Rivoire 2006) Niemelä 2009 \| \| Seidenweicher Saftporling \| Oligoporus sericeomollis \| (Romell 1911) Bondartseva 1983 \| |                          |                                           |
| Deutscher Name | Wissenschaftlicher Name  | Autorenzitat                              |
| | Oligoporus balsaminus    | (Niemelä & Y.C. Dai 2004) Niemelä 2005    |
| | Oligoporus davidae       | (M. Pieri & B. Rivoire 2006) Niemelä 2009 |
| | Oligoporus hydnoidea     | G. Gaarder & Ryvarden 2003                |
| | Oligoporus parvus        | Renvall 2005                              |
| Gelber Saftporling | Oligoporus rennyi        | (Berkeley & Broome 1875) Donk 1971        |
| | Oligoporus romellii      | (M. Pieri & B. Rivoire 2006) Niemelä 2009 |
| Seidenweicher Saftporling | Oligoporus sericeomollis | (Romell 1911) Bondartseva 1983            |

## Verwandtschaft und Systematik
Von Oligoporus wurden kürzlich die Gattungen Amaropostia, Calcipostia, Cyanosporus, Cystidiopostia, Fuscopostia, Osteina, Postia, Rhodonia und Spongiporus abgespalten. Diese wurden zuvor untereinander synonym behandelt.
→ Siehe auch: Saftporling